# Condezaygues
Condezaygues ist eine französische Gemeinde mit 837 Einwohnern (Stand 1. Januar 2022) im Département Lot-et-Garonne in der Region Nouvelle-Aquitaine (vor 2016: Aquitanien). Die Gemeinde gehört zum Arrondissement Villeneuve-sur-Lot und zum Kanton Le Fumélois.
Zur Herkunft des Namens der Gemeinde gibt es zumindest zwei Theorien, die beide auf die geografische Lage am Ufer des Lot hinweisen. Die eine geht auf die okzitanischen Wörter candas und aigas zurück, die zusammen „klares Wasser“ bedeuten. Eine andere Herleitung liefert das keltische Wort Condezaïgues (deutsch in der Nähe des Wassers).
Die Einwohner werden Condezayguais und Condezayguaises genannt.

## Geographie
Condezaygues liegt ca. 20 km nordöstlich von Villeneuve-sur-Lot im Einzugsbereich (Aire urbaine) von Fumel in der historischen Provinz Agenais am nordöstlichen Rand des Départements.
Umgeben wird Condezaygues von den fünf Nachbargemeinden:
|          | Salles                                      |                  |
| Monségur | Kompassrose, die auf Nachbargemeinden zeigt | Monsempron-Libos |
| Trentels | Saint-Vite                                  |                  |

Condezaygues liegt im Einzugsgebiet des Flusses Garonne am rechten Ufer des Lot.
Der Rech und der Pètre durchqueren das Gebiet der Gemeinde und münden dort in den Lot. Die Leyze, ein Nebenfluss der Lède, bewässert das nördliche Gemeindegebiet.

## Geschichte
Archäologische Ausgrabungen belegen eine frühe Besiedelung des Landstrichs am Fluss Lot. Condezaygues wird erstmals im Jahre 1271 erwähnt anlässlich einer Huldigung der Bewohner von Penne-d’Agenais an die französische Krone. Die Familie Fumel besaß den größten Teil der Pfarrgemeinde durch die Jahrhunderte. Eine weitere, unbedeutendere Seigneurie auf Gebiet der Pfarrgemeinde nannte sich La Motte-Piis. Sie ist verbunden mit einem Wehr und angeschlossenen Wassermühlen auf dem Lot, die seit dem 13. Jahrhundert in Betrieb waren. Zwischen dem 17. und dem 18. Jahrhundert ging diese Seigneurie sukzessiv in die Hände der Familien Palazols, Folmont, Vassal, Marbotin und 1782 schließlich an Pierre Fournier über.

## Einwohnerentwicklung

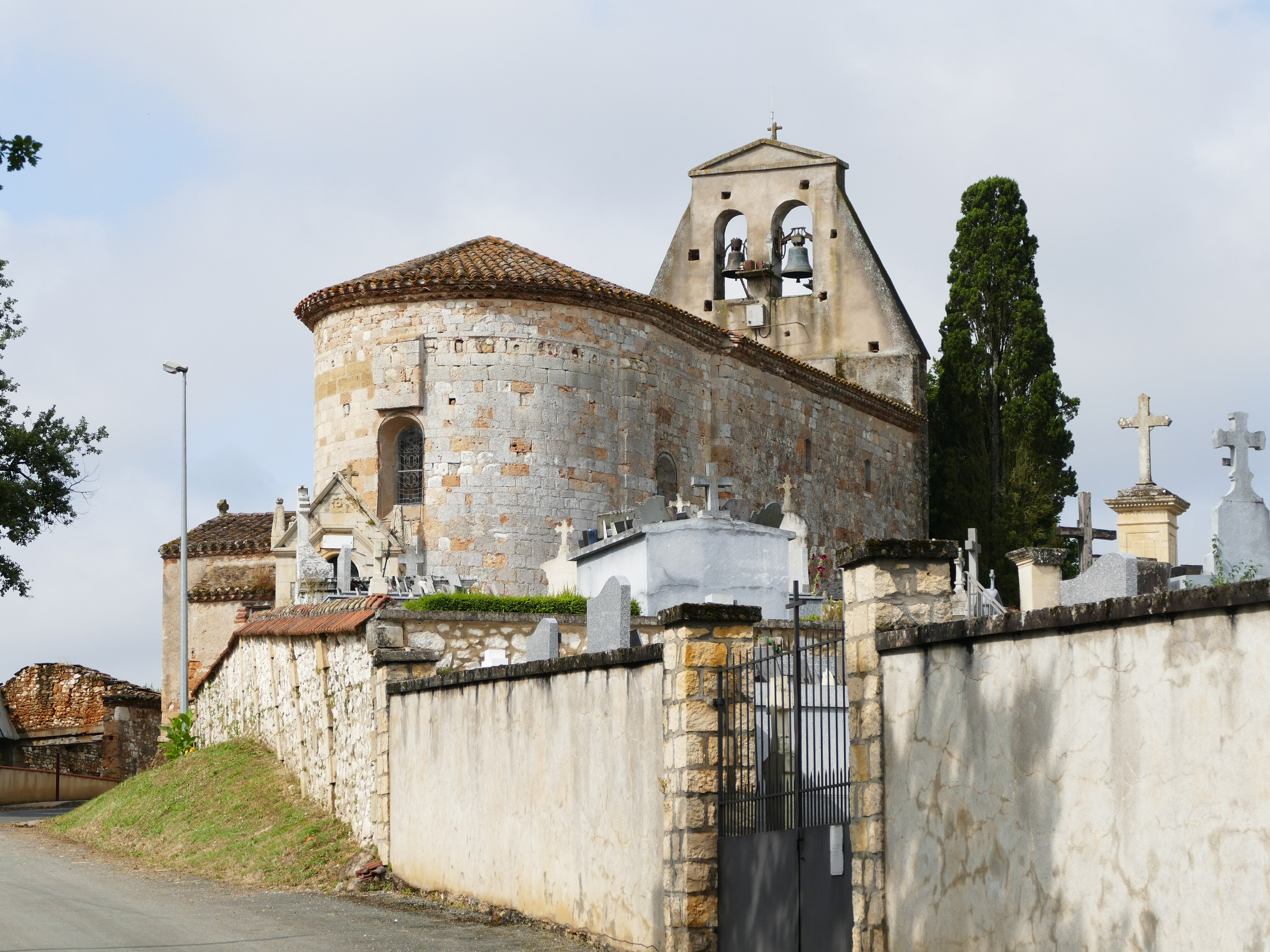
Pfarrkirche Saint-Pierre

Nach Beginn der Aufzeichnungen stieg die Einwohnerzahl bis zur ersten Hälfte des 19. Jahrhunderts auf einen ersten Höchststand von rund 540. In der Folgezeit sank die Größe der Gemeinde bei kurzen Erholungsphasen bis zu den 1920er Jahren auf rund 345 Einwohner, bevor eine Wachstumsphase einsetzte, die insbesondere nach dem Zweiten Weltkrieg kräftige Zuwächse zeigte. Seit den 1980er Jahren stabilisierte sich die Zahl der Einwohner auf einem Niveau von rund 850.
| Jahr      | 1962 | 1968 | 1975 | 1982 | 1990 | 1999 | 2006 | 2011 | 2022 |
| --------- | ---- | ---- | ---- | ---- | ---- | ---- | ---- | ---- | ---- |
| Einwohner | 618  | 725  | 731  | 858  | 869  | 837  | 870  | 848  | 837  |

## Sehenswürdigkeiten
- Pfarrkirche Saint-Pierre, im 12. Jahrhundert errichtet
- Herrenhaus Lamensou aus dem Ende des 17. und Anfang des 18. Jahrhunderts
- Wassermühle Lamothe, im Mittelalter erbaut

## Wirtschaft und Infrastruktur
Handel und Dienstleistungen sind die wichtigsten Wirtschaftsfaktoren der Gemeinde.

### Verkehr
Condezaygues ist erreichbar über die Routes départementales 124, 276 und 911, der ehemaligen Route nationale 111, der Verkehrsachse Villeneuve-sur-Lot–Cahors.
Die Eisenbahnstrecke von Périgueux nach Agen führt durch das Gebiet der Gemeinde, die jedoch keinen Haltpunkt besitzt. Der nächstgelegene Haltepunkt befindet sich in der Nachbargemeinde Monsempron-Libos.